# Psychomyia armata
Psychomyia armata là một loài Trichoptera trong họ Psychomyiidae. Chúng phân bố ở miền Cổ bắc.